# ۲۰۲ (پیش از میلاد)
۲۰۲ (پیش از میلاد) ۲۰۲مین سال قبل از تقویم میلادی است.

## رویدادها
- آسدروبال گیسکو که پس از شکست در برابر روم در نبرد دشت‌های بزرگ از سوی کارتاژی‌ها متهم به خیانت شده‌بود، خودکشی کرد تا از لینچ شدن توسط آنها جلوگیری کند.
- نبرد زاما به دومین جنگ پونی خاتمه داد و بیشتر قدرت کارتاژ را از بین برد. نیروهای روم و نومیدیا به رهبری اسکیپیو آفریکانوس و متحد نومیدیاییش ماسینیسا ارتش کارتاژ و متحدان نومیدیاییشان به رهبری هانیبال را شکست دادند و کارتاژ را وادار به تسلیم کردند.
- در چین، لیو بانگ و هان شین باقیماندهٔ هواداران شیانگ یو را شکست دادند. لیو بانگ خود را امپراتور عالی چین خواند و رسماً دودمان هان را تأسیس کرد.